# ティボール・ヴァルガ国際ヴァイオリン・コンクール
ティボール・ヴァルガ国際ヴァイオリン・コンクール（仏: Concours International de Violon Tibor Varga）は、スイス南部のヴァレー州シオンで開催される若手ヴァイオリニストのための音楽コンクールである。
1967年、ハンガリーのヴァイオリニスト、音楽教師であるティボール・ヴァルガにより創設された。1976年、国際音楽コンクール世界連盟に加盟した。
参加資格は、17歳から30歳までのヴァイオリン奏者であり、国籍は問わない。今日では、ティボール・ジュニア国際ヴァイオリン・コンクールと交互に隔年で開催されている。

## 開催年と入賞者
過去の優勝者などについては、公式ウェブサイトに掲載されている。
《1967年（第1回）から2007年（第41回）までの出典：》
《2013年から2023年までの出典：》
- 第1回（1967年）
  - 第2位　ハンス・マイレ（ドイツ）
  - 第3位　ヴィンフリート・リュースマン(Winfried Rüssmann)（ドイツ）、エディト・フォルケルト（ベルギー[注釈 1]）
- 第2回（1968年）
  - 第2位　ジャン＝ジャック・カントロフ（フランス）
  - 第4位　イェラ・シュピトコヴァー（チェコスロヴァキア）
- 第3回（1969年）
  - 第1位　キッシュ・ラースロー(Ladislas Kiss)（ルーマニア）
  - 第2位　シルヴィアン・イツィコヴィチ(Silvian Iticovici)（ルーマニア）
  - 第3位　前橋汀子（日本）
- 第4回（1970年）
  - 第3位　ニコラス・チュマチェンコ（英語版） （ポーランド）
- 第5回（1971年）
  - 第2位　アンドラーシュ・アゴストン（wikidata） （ルーマニア）[4]、佐藤瑛里子（日本）
  - 第3位　シェリー・クロス(Sherry Kloss)（アメリカ）
- 第6回（1972年）
  - 第2位　ウジェーヌ・サルブ （ルーマニア）
  - 第3位　Setsuko Nagata （アメリカ）
  - 第4位　ゲジーネ・アルブレヒト(Gesine Albrecht)（ドイツ）
- 第7回（1973年）
  - 第2位　ウジェーヌ・サルブ[注釈 2]（ルーマニア）
  - 第3位　ワレリー・クラドー(Waleri Cradow)（ドイツ）、エリザベータ・カザコヴァ(Elisaveta Kazakova)（ブルガリア）
- 第8回（1974年）
  - 第1位　キム・ナムユン(Nam-Yum Kim)（韓国）
  - 第3位　ブルース・デュコフ（wikidata）（アメリカ）、Henry Rubin （イギリス）
- 第9回（1975年）
  - 第2位　ウジェーヌ・サルブ[注釈 3] （ルーマニア）、塚原るり子（日本）[5]
- 第10回（1976年）
  - 第3位　Tomoko Yamato （日本）
- 第11回（1977年）
  - 第3位　ラスマ・リエルマネ(Rasma Lielmane)（メキシコ）
  - 第4位　ヴラディミール・ネメツヌー（ロシア語版）（ルーマニア）、Laurentiu Dinca （ルーマニア）
- 第12回（1978年）
  - 第1位　ミハエラ・マルティン(Michaela Martin)（ルーマニア）
  - 第2位　アレクサンドレ・ドゥバッハ（英語版）（スイス）
  - 第4位　エルミナ・ダヴァロヴァ(Elmira Darvarova)（ルーマニア）
- 第13回（1979年）
  - 第2位　コンスタンティン・セルヴァン(Constantin Serban)（ルーマニア）
  - 第3位　エミリー・ハウデンシルト(Emile Haudenschild)（スイス）
  - 第4位　ミルチャ・カリン(Mircea Calin)（ルーマニア）
- 第14回（1980年）
  - 第1位　アレクサンダー・ブランシック（英語版）（ソ連）
  - 第2位　フローリン・パウル（wikidata）（ルーマニア）
- 第15回（1981年）
  - 第1位　レナータ・アタナシウ＝チュレイ（wikidata）（ルーマニア）
  - 第2位　ウルリケ＝アニマ・マテ(Ulrike-Anima Mathé)（ドイツ）
  - 第3位　ロラン・ドガレイユ（フランス）、ボリス・モノゾン（ウクライナ語版）（ソ連）
- 第16回（1982年）
  - 第2位　エヴァ・コスキネン（フィンランド語版）（フィンランド）
  - 第3位　エルミラ・ダルヴァロヴァ（wikidata）（ブルガリア）、野田裕美子（日本）[6]
- 第17回（1983年）
  - 第2位　ボリス・クシュニール（英語版）（オーストリア）
  - 第3位　リュック・ヘリー（英語版）（フランス）、ローター・シュトラウス(Lothar Strauss)（ドイツ）
- 第18回（1984年）
  - 第1位　ヴァディム・ブロドスキー（ソ連）、フローリン・パウル[注釈 4]（ルーマニア）
  - 第2位　デズィレ・ラスラット(Desirée Ruhstrat)（アメリカ）
- 第19回（1985年）
  - 第2位　ガブリエル・クロイトル（ルーマニア）、トルステン・ヤニッケ(Torsten Janicke)（ドイツ）
  - 第3位　エルヴィラ・ダルヴァロヴァ(Elvira Darvarova)（ブルガリア）[注釈 5]
- 第20回（1986年）
  - 第1位　ギュラ・ストゥラー（フランス語版）（ハンガリー）
  - 第2位　アンチュ・ウィザス（英語版）（ドイツ）
  - 第3位　Maxime Tholance （フランス）
- 第21回（1987年）
  - 第2位　Zuhra Dundjerski （オーストリア）
  - 第3位　カテリン・ラバス(Kathrin Rabus)（ドイツ）、Luminica Virginia Burca （ルーマニア）
- 第22回（1988年）
  - 第1位　ヴァディム・レーピン（ソ連）、サンメ・リー(Sang-Mee LEE)（アメリカ）
  - 第3位　グラツィア・アロウトゥンヤン(Gratchya Aroutunyan)（ソ連）
- 第23回（1989年）
  - 第2位　マティアス・ヴォロング（ドイツ語版）（ドイツ）、ダン・クラウディウ・ヴォルニチェル（ルーマニア語版）（ルーマニア）
  - 第3位　グラツィア・アロウトゥンヤン[注釈 2]（ソ連）、エイミー・クレストン(Aimée Kreston)（アメリカ）
- 第24回（1990年）
  - 第1位　ラティカ・ホンダ＝ローゼンベルク（ドイツ語版）（日本）
  - 第2位　フローリン・クロイトル（wikidata）（ルーマニア）
  - 第3位　ボグダン・ズヴォリステアヌ(Bogdan Zvoristeanu)（ルーマニア）
- 第25回（1991年）
  - 第2位　三浦章宏（日本）
  - 第3位　エレーヌ・コルレット（フランス語版）（カナダ）、イリーナ・ラハマナ・ムレサヌ(Irina Roxanna Muresanu)（ルーマニア）、カタリナ・ドゥダ（ポーランド語版）（ポーランド）
- 第26回（1992年）
  - 第2位　ゴルダン・ニコリッチ（英語版） （ユーゴスラヴィア）
  - 第3位　コリーナ・ボロロイ(Corina Bololoi)（ルーマニア）、千葉純子（日本）
- 第27回（1993年）
  - 第1位　ミリアム・コンツェン（英語版）（ドイツ）
  - 第2位　ステファン・ミレンコヴィチ（英語版）（ユーゴスラヴィア）
  - 第3位　伊藤亮太郎（日本）
- 第28回（1994年）
  - 第1位　山崎貴子（日本）
  - 第2位　ステファン・ミレンコヴィチ[注釈 2]（ユーゴスラヴィア）
  - 第3位　ヴァディム・グルツマン（英語版）（イスラエル）
- 第29回（1995年）
  - 第1位　吉村知子（日本）
  - 第2位　Nurit Pracht （アメリカ）
  - 第3位　ソルベ・シガーランド(Sølve Sigerland)（ノルウェー）
- 第30回（1996年）
  - 第2位　ヨーゼフ・レンドヴァイ（英語版）（ハンガリー）
  - 第3位　伊藤文乃（日本）
  - 第4位　アンタル・ザライ（英語版）（ハンガリー）
- 第31回（1997年）
  - 第1位　ヨーゼフ・レンドヴァイ[注釈 2]（ハンガリー）
  - 第2位　アレクサンドル・トメスカウ（スペイン語版） （ルーマニア）
  - 第3位　キャロライン・カンベル（英語版）（アメリカ）
- 第32回（1998年）
  - 第2位　スザンナ・ヘンケル（ドイツ語版）（ドイツ）
  - 第3位　アンタル・ザライ（英語版）（ハンガリー）
  - 第4位　ロディオン・ザモウロウエフ(Rodion Zamourouev)（ロシア）
- 第33回（1999年）
  - 第2位　Jin Woo Lee （韓国）
  - 第3位　Dmitrij Mischelowitch （ロシア）
  - 第4位　アリーナ・ポゴストキーナ （ロシア）
- 第34回（2000年）
  - 第1位　矢野玲子 （日本）
  - 第2位　アクセル・シャッヒャー（ドイツ語版）（スイス）
  - 第3位　高瀬悠太 （日本）
- 第35回（2001年）
  - 第1位　カーラ・ルール（オランダ語版）（オランダ）
  - 第2位　エリザベス・シュナイダー(Elisabeth Chnaider)（ロシア）
  - 第3位　吉本奈津子 （日本）
- 第36回（2002年）
  - 第1位　ボリス・ブロフツィン(Boris Brovtsyn)（ロシア）
  - 第2位　ジョージ・コスミン・バニカ(George-Cosmin Banica)（ルーマニア）
- 第37回（2003年）
  - 第1位　オレーシャ・クリリャク(Olesya Kurylyak)（ウクライナ）、ダリボル・カヴァイ（英語版）（スロヴァキア）
  - 第2位　キム・エドウィン・ウンス(Edwin Eung Soo Kim)（韓国）[7]
  - 第3位　ルイス・フェリペ・コエーリョ(Luiz Filipe Coelho) （ブラジル）
- 第38回（2004年）
  - 第1位　パク・ジユン(Ji-Yoon PARK)（韓国）
  - 第2位　ヤロスラフ・ナドジツキ（wikidata）（ポーランド）
  - 第3位　江島有希子 （日本）
- 第39回（2005年）
  - 第2位　ヨン・ソヨン（英語版）（韓国）、アンタル・ザライ（英語版）[注釈 6]（ハンガリー）
  - 第3位　シン・ヒョンス （韓国）、コルビニアン・アルテンベルガー(Korbinian Altenberger)（ドイツ）
- 第40回（2006年）
  - 第2位　シン・アラ(A-Rah SHIN)（韓国）
  - 第3位　ホセ・マリア・ブルーメンシャイン(José Maria Blumenschein)（ドイツ）
- 第41回（2007年）
  - 第1位　ヴィアチェスラフ・チェスティグラゾフ(Viatcheslav Chestiglazov)（スペイン）
  - 第2位　ヤロスラフ・ナドジツキ[注釈 7]（ポーランド）
  - 第3位　クララ＝ジュミ・カン（英語版）（ドイツ/韓国）